# Carl Alberti
Carl Alberti (* 1763 anderes Datum 1764 in Hamburg; † 2. Februar 1828 in Berlin) war ein deutscher Beamter.

## Leben

### Familie
Carl Alberti war der Sohn des Pastors Julius Gustav Alberti und dessen Ehefrau Dorothea Charlotte (geb. Offeney) (1733–1809). Seine Schwester war Amalie Tieck (* 30. August 1769 in Hamburg; † 11. Februar 1837 in Dresden), die mit dem Schriftsteller Ludwig Tieck verheiratet war; seine Schwester Johanna war mit dem Komponisten Johann Friedrich Reichardt verheiratet. Eine weitere Schwester war die Malerin und Gründungsoberin der Clemensschwestern Maria Alberti (* 14. November 1767 in Hamburg; † 1. Februar 1812 in Münster).
Er war mit Wilhelmine (1777–1851), einer Tochter des Schriftstellers Peter Wilhelm Hensler und Stieftochter von Johann Friedrich Reichardt, verheiratet; seine Schwester Johanna war somit auch seine Schwiegermutter.

### Werdegang
Carl Alberti immatrikulierte sich am 18. Oktober 1781 an der Universität Göttingen zu einem Studium der Rechtswissenschaften.
Er war von 1785 bis 1786 beim Oberappellationssenat in Celle als Advokat tätig, bis er im Oktober 1786 um das Referendariat beim Berliner Kammergericht bat: er bestand die erste Prüfung erfolgreich und wurde mit Reskript vom 9. Februar 1787 als Referendar beim Kammergericht eingesetzt.
1804 wurde er Vortragender Rat bei der Generalsalzadministration mit dem Charakter als Kriegsrat.
Er wurde 1806 zum Geheimen Kriegs- und Oberfinanzrat beim Zolldepartement ernannt und wurde später Geheimer Staatsrat und der Direktor der Generalsalzdirektion in Berlin.

## Mitgliedschaften
- Carl Alberti war Gründungsmitglied der 1809 gegründeten Gesetzlosen Gesellschaft zu Berlin.